# Fatal Fury: King of Fighters
Fatal Fury: King of Fighters (餓狼伝説 ～宿命の闘い～ Garō Densetsu Shukumei no Tatakai?, "Fatal Fury: The Battle of Destiny")  är ett man mot man-fightingspel från 1991 utgivet av SNK till Neo Geo, som arkadspel och konsolspel. Spelet är det första i Fatal Fury-serien. Spelet är även det första med flera av SNK:s mer kända figurer, som bröderna Bogard (Terry och Andy), Joe Higashi, och  Geese Howard.
Spelet designades av Takashi Nishiyama, som även skapade det första Street Fighter-spelet 1987. Spelet utvecklades samtidigt som Street Fighter II (1991). Medan Street Fighter II främst var fokuserat på  kombinationsattacker, låg fokus i Fatal Fury främst på specialattacker med timing, samt bakgrundshistorien.

## Handling
Southtown City arrangerar en turnering, där Andy & Terry Bogard deltar för att besegra Geese Howard, som dödade deras far för flera år sedan.

### Fotnoter
1. ↑  Leone, Matt. ”The Man Who Created Street Fighter”. 1UP.com. Arkiverad från originalet den 18 juli 2012. https://archive.is/20120718180754/http://www.1up.com/features/the-man-who-created-street-fighter. Läst 27 maj 2014.
2. ↑  ”Fatal Fury” (på engelska). Mobygames. 11 mars 1991. http://www.mobygames.com/game/fatal-fury. Läst 27 maj 2014.